# Jean Bethke Elshtain
Jean Bethke Elshtain (* 6. Januar 1941 in Colorado; † 11. August 2013) war eine US-amerikanische Vertreterin der Politischen Philosophie und Feministin. Als eine der ersten Theoretikerinnen betrachtete sie die Politische Ideengeschichte aus Geschlechterperspektive. Ab 1995 lehrte und forschte sie an der University of Chicago 1996 wurde sie in die American Academy of Arts and Sciences gewählt.

## Schriften (Auswahl)
- Public Man, Private Woman. Woman in Social an Political Thought. Princeton 1981
- Meditations on Modern Political Thought. Masculine-Feminine Themes from Luther to Arendt. New York 1986
- Women and War. New York 1987
- Jane Adams and the Dream of American Democracy. New York 2002.